# Tarsnap
Tarsnap — онлайн сервіс захищеного зберігання резервних копій для операційних систем BSD, Linux, OS X, Minix, Solaris, Cygwin та інших UNIX-подібних ОС.
Colin Percival створив сервіс у 2008 році. Tarsnap шифрує дані і зберігає їх на хмарному сервісі Amazon S3. При створенні сервісу враховувалася ефективність, підтримується завантаження та зберігання тільки даних, що змінилися з моменту попереднього збереження. Ключі шифрування не передаються на сайт і використовуються лише на комп'ютері користувача.
При створенні і налагодженні Tarsnap активно обговорювався з дослідниками комп'ютерної безпеки та хакерами, які шукали уразливості в проекті. Одна з вразливостей була знайдена з їх допомогою і виправлена у 2011 році.